# La nouvelle manga
La Nouvelle Manga é um movimento artístico envolvendo banda desenhada franco-belga com o mangá japonês. O termo foi utilizado pela primeira vez por Kiyoshi Kusumi, redator chefe da revista de mangás Comickers, quando se referiu ao trabalho Manga Nouvelle Vague no Tanjo!! (literalmente, "O nascimento da nova onda do mangá!!"), do francês naturalizado japonês Frédéric Boilet. O próprio Boilet adotou o termo e encorajou outros artistas a participarem.

## O movimento
O movimento parte de algumas constatações como, por exemplo, a de que enquanto o cinema europeu se apoia com frequência sobre temas do cotidiano, as histórias em quadrinhos europeias estão, há muito tempo, presas a temas fixos como a ficção científica, as histórias de época e o western. Por outro lado, os japoneses utilizam grandemente o cotidiano como tema.
Boilet vê o movimento como uma tentativa de diminuir a distância entre os quadrinhos de todas as nacionalidades ou pelo menos entre os quadrinhos de autores da Europa e do Japão. Ele deseja fazer isso promovendo e criando trabalhos que combinem os melhores aspectos do movimento nouvelle vague do cinema francês, com mangás que tratam do cotidiano e histórias em quadrinho franco-belgas. De acordo com ele, o ponto forte dos mangás está na experimentação com narrativas enquanto o dos quadrinhos franco-belgas seria a experimentação com o estilo e o design. Como resultado, Boilet quer ver quadrinhos que capturem a essência da vida humana, feitos com um visual e estilo narrativo dinâmicos. Por tratarem de temas mais universais, esses seriam quadrinhos que atrairiam uma audiência maior do que a dos fãs costumeiros; que atrairiam os adultos e os jovens, os homens e as mulheres. Assim como no Japão, as pessoas leriam quadrinhos por curiosidade, como quando vão ao cinema ou leem um livro.
A maioria das obras do nouvelle manga é classificada como alternativa ou semialternativa. As obras de Boilet, por exemplo, são publicadas em revistas seinen, relativamente conhecidas, como a Big Comic e as de Kan Takahama, um outro autor, na revista Garo.
Associaram-se de maneira mais ou menos distante da produção e dos debates que envolvem o movimento: Moyoco Anno, Aurélia Aurita, David B., Matthieu Blanchin, Frédéric Boilet, Nicolas de Crécy, Étienne Davodeau, Yoji Fukuyama, Emmanuel Guibert, Kazuichi Hanawa, Daisuke Igarashi, Little Fish, Taiyo Matsumoto, Fabrice Neaud, Loïc Néhou, Benoît Peeters, Frédéric Poincelet, David Prudhomme, François Schuiten, Joann Sfar, Kiriko Nananan, Hideji Oda, Kan Takahama, Jiro Taniguchi, Yoshiharu Tsuge, Vanyda e Naito Yamada.

## Alguns álbuns nouvelle manga
Na ordem: título original, autor e ano original de publicação.
- O Espinafre de Yukiko - Frédéric Boilet (2001);
- Mariko Parade - Frédéric Boilet & Kan Takahama (2003);
- L'Homme sans talent - Yoshiharu Tsuge (2004);
- Na prisão - Kazuichi Hanawa (2005);
- Le Terrain vague - Hideji Oda (2005);
- Japon - diversos autores (2005);
- Fraise et Chocolat - Aurélia Aurita (2006).